# Sportler des Jahres (Deutschland)
Seit 1947 wählen die deutschen Sportjournalisten, zunächst in den vier alliierten Besatzungszonen, ab 1949 der Bundesrepublik Deutschland an jedem Jahresende die deutsche Sportlerin des Jahres bzw. den Sportler des Jahres. Seit 1957 wird zusätzlich eine Mannschaft des Jahres ermittelt, seit 1964 eine Sportlerin des Jahres separat gewertet. Initiiert wurde diese Wahl von Kurt Dobbratz, Gründer der Sportpresse-Agentur Internationale Sport-Korrespondenz, die auch heute noch als Veranstalter verantwortlich ist. Seit 1998 wird die Proklamation vom ZDF aus dem Kurhaus Baden-Baden übertragen, die beiden Jahre davor von der ARD.
Die Wahl der Parasportler des Jahres wird vom Deutschen Behindertensportverband durchgeführt. Eine Expertenkommission wählt je Kategorie drei Sportler bzw. Teams aus, aus denen in einer Publikumswahl die Sieger ermittelt werden. Die Ehrung findet in einem eigenen Festakt statt.
In der DDR fand von 1953 bis 1989 eine Sportlerwahl (siehe Sportler des Jahres (DDR)) im Rahmen einer Leserumfrage der Tageszeitung Junge Welt statt. Eine DDR-Sportlerin des Jahres wurde erstmals 1958 ermittelt, ab 1959 dann auch eine DDR-Mannschaft des Jahres. Im Jahr 1990 erfolgte in Deutschland dann die erste gemeinsame Wahl der Sportler des Jahres.
In einzelnen Sportarten gibt es ebenfalls Wahlen zum herausragenden Sportler dieser Sportart, so werden in Deutschland die Basketballer des Jahres, Spieler des Jahres der Basketball-Bundesliga, Beachvolleyballer des Jahres, Fußballer des Jahres, Handballer des Jahres, Leichtathleten des Jahres, Radsportler des Jahres und Volleyballer des Jahres geehrt. Seit 2006 werden auch die Trainer des Jahres ausgezeichnet, die Auszeichnung wird vom Deutschen Olympischen Sportbund (DOSB) vorgenommen.
Im Rahmen der Ehrung für die Sportler des Jahres wird auch der Sparkassenpreis für Vorbilder im Sport vergeben.

## Moderation
Seit Beginn der Fernsehübertragung führten folgende Personen durch das Programm:
- 1996: Carmen Nebel und Gerhard Delling
- 1997: Gerhard Delling
- 1998–2000: Wolf-Dieter Poschmann
- 2001–2006: Kristin Otto und Wolf-Dieter Poschmann
- 2007–2022: Katrin Müller-Hohenstein und Rudi Cerne
- seit 2023: Lena Kesting und Sven Voss[2]

## Preisträger
Eine Übersicht über die bisherigen Preisträger seit 1947 (Hinweis: während der Teilung Deutschlands organisierte die DDR zwischen 1953 und 1989 eine separate Wahl).
| Jahr | Sportler                                                 | Sportlerin                                        | Mannschaft                                                                                       | Parasportler                                     | Parasportlerin                      | Para-Team |
| ---- | -------------------------------------------------------- | ------------------------------------------------- | ------------------------------------------------------------------------------------------------ | ------------------------------------------------ | ----------------------------------- | --- |
| 2024 | Oliver Zeidler Rudern                                    | Darja Varfolomeev Rhythmische Sportgymnastik      | Nationalmannschaft der Frauen 3×3-Basketball                                                     | Taliso Engel Schwimmen                           | Elena Semechin Schwimmen            | Nationalmannschaft der Männer Rollstuhlbasketball |
| 2023 | Lukas Dauser Turnen                                      | Denise Herrmann-Wick Biathlon                     | Nationalmannschaft der Männer Basketball                                                         | Léon Schäfer Weitsprung, Sprint                  | Anna-Lena Forster Ski Alpin         | Langlaufstaffel (Sebastian Marburger, Marco Maier, Linn Kazmaier mit Guide Florian Baumann sowie Nico Messinger mit Guide Robin Wunderle) Ski Nordisch |
| 2022 | Niklas Kaul Zehnkampf                                    | Gina Lückenkemper Sprint                          | Eintracht Frankfurt Fußball                                                                      | Marco Maier Ski Nordisch                         | Anna-Lena Forster Ski Alpin         | Mixed-Vierer mit Steuerfrau Pararudern |
| 2021 | Alexander Zverev Tennis                                  | Malaika Mihambo Weitsprung                        | Bahnrad-Vierer der Frauen Radsport                                                               | Valentin Baus Tischtennis                        | Elena Semechin Schwimmen            | Nationalmannschaft der Frauen Rollstuhlbasketball |
| 2020 | Leon Draisaitl Eishockey                                 | Malaika Mihambo Weitsprung                        | FC Bayern München Fußball                                                                        | keine Ehrung                                     | keine Ehrung                        | keine Ehrung |
| 2019 | Niklas Kaul Zehnkampf                                    | Malaika Mihambo Weitsprung                        | Nationalmannschaft der Männer Skispringen                                                        | Johannes Floors Sprint                           | Irmgard Bensusan Sprint             | Nationalmannschaft der Männer Goalball |
| 2018 | Patrick Lange Triathlon                                  | Angelique Kerber Tennis                           | Nationalmannschaft der Männer Eishockey                                                          | Martin Fleig Ski Nordisch                        | Andrea Eskau Radsport/Skisport      | Nordische Para-Ski-Staffel (Andrea Eskau, Alexander Ehler, Steffen Lehmker)                                                                            |
| 2017 | Johannes Rydzek Nordische Kombination                    | Laura Dahlmeier Biathlon                          | Laura Ludwig und Kira Walkenhorst Beachvolleyball                                                | Niko Kappel Kugelstoßen                          | Anna Schaffelhuber Ski Alpin        | 4-mal-100-Meter-Staffel (Johannes Floors, Markus Rehm, Léon Schäfer, Tom Malutedi) Leichtathletik                                                      |
| 2016 | Fabian Hambüchen Turnen                                  | Angelique Kerber Tennis                           | Laura Ludwig und Kira Walkenhorst Beachvolleyball                                                | Niko Kappel Kugelstoßen                          | Vanessa Low Weitsprung, Sprint      | 4-mal-100-Meter-Staffel (Johannes Floors, Felix Streng, David Behre, Markus Rehm) Leichtathletik                                                       |
| 2015 | Jan Frodeno Triathlon                                    | Christina Schwanitz Kugelstoßen                   | Nationalmannschaft Nordische Kombination                                                         | Georg Kreiter Ski Alpin                          | Anna Schaffelhuber Ski Alpin        | Nationalmannschaft der Frauen Rollstuhlbasketball |
| 2014 | Robert Harting Diskuswurf                                | Maria Höfl-Riesch Ski Alpin                       | Nationalmannschaft der Männer Fußball                                                            | Markus Rehm Weitsprung                           | Anna Schaffelhuber Ski Alpin        | Nationalmannschaft der Frauen Rollstuhlbasketball |
| 2013 | Robert Harting Diskuswurf                                | Christina Obergföll Speerwurf                     | FC Bayern München Fußball                                                                        | Thomas Schmidberger Tischtennis                  | Anna Schaffelhuber Ski Alpin        | Nationalmannschaft der Junioren Rollstuhlbasketball |
| 2012 | Robert Harting Diskuswurf                                | Magdalena Neuner Biathlon                         | Deutschland-Achter Rudern                                                                        | Jochen Wollmert Tischtennis                      | Birgit Kober Speerwurf/Kugelstoßen  | Nationalmannschaft der Frauen Rollstuhlbasketball |
| 2011 | Dirk Nowitzki Basketball                                 | Magdalena Neuner Biathlon                         | Borussia Dortmund Fußball                                                                        | Gerd Schönfelder Ski Alpin                       | Anna Schaffelhuber Ski Alpin        | Nationalmannschaft der Frauen Rollstuhlbasketball |
| 2010 | Sebastian Vettel Motorsport                              | Maria Riesch Ski Alpin                            | Nationalmannschaft der Männer Fußball                                                            | Gerd Schönfelder Ski Alpin                       | Verena Bentele Biathlon/Skilanglauf | Nationalmannschaft Paracycling |
| 2009 | Paul Biedermann Schwimmen                                | Steffi Nerius Speerwurf                           | Nationalmannschaft der Frauen Fußball                                                            | Michael Teuber Paracycling                       | Andrea Rothfuss Ski Alpin           | Nationalmannschaft Rollstuhlcurling |
| 2008 | Matthias Steiner Gewichtheben                            | Britta Steffen Schwimmen                          | Nationalmannschaft der Männer Hockey                                                             | Wolfgang Sacher Paracycling                      | Kirsten Bruhn Schwimmen             | Nationalmannschaft der Frauen Rollstuhlbasketball |
| 2007 | Fabian Hambüchen Turnen                                  | Magdalena Neuner Biathlon                         | Nationalmannschaft der Männer Handball                                                           | Mathias Mester Diskuswurf/Kugelstoßen/ Speerwurf | Natalie Simanowski Paracycling      | Nationalmannschaft der Frauen Rollstuhlbasketball |
| 2006 | Michael Greis Biathlon                                   | Kati Wilhelm Biathlon                             | Nationalmannschaft der Männer Fußball                                                            | Gerd Schönfelder Ski Alpin                       | Verena Bentele Biathlon/Skilanglauf | Nationalmannschaft der Frauen Rollstuhlbasketball |
| 2005 | Ronny Ackermann Nordische Kombination                    | Uschi Disl Biathlon                               | Nationalmannschaft der Männer Basketball                                                         | Michael Teuber Paracycling                       | Kirsten Bruhn Schwimmen             | Nationalmannschaft der Männer Sitzvolleyball |
| 2004 | Michael Schumacher Motorsport                            | Birgit Fischer Kanurennsport                      | Nationalmannschaft der Frauen Hockey                                                             | Wojtek Czyz Sprint/Weitsprung                    | Kirsten Bruhn Schwimmen             | — |
| 2003 | Jan Ullrich Radsport                                     | Hannah Stockbauer Schwimmen                       | Nationalmannschaft der Frauen Fußball                                                            |                                                  |                                     | |
| 2002 | Sven Hannawald Skispringen                               | Franziska van Almsick Schwimmen                   | Nationalmannschaft der Männer Fußball                                                            |                                                  |                                     | |
| 2001 | Erik Zabel Radsport                                      | Hannah Stockbauer Schwimmen                       | FC Bayern München Fußball                                                                        |                                                  |                                     | |
| 2000 | Nils Schumann Mittelstreckenlauf                         | Heike Drechsler Weitsprung                        | Bahnrad-Vierer Radsport                                                                          |                                                  |                                     | |
| 1999 | Martin Schmitt Skispringen                               | Steffi Graf Tennis                                | Nationalmannschaft Skispringen                                                                   |                                                  |                                     | |
| 1998 | Georg Hackl Rennrodeln                                   | Katja Seizinger Ski Alpin                         | 1. FC Kaiserslautern Fußball                                                                     |                                                  |                                     | |
| 1997 | Jan Ullrich Radsport                                     | Astrid Kumbernuss Kugelstoßen                     | Team Telekom Radsport                                                                            |                                                  |                                     | |
| 1996 | Frank Busemann Zehnkampf                                 | Katja Seizinger Ski Alpin                         | Nationalmannschaft der Männer Fußball                                                            |                                                  |                                     | |
| 1995 | Michael Schumacher Motorsport                            | Franziska van Almsick Schwimmen                   | Borussia Dortmund Fußball                                                                        |                                                  |                                     | |
| 1994 | Markus Wasmeier Ski Alpin                                | Katja Seizinger Ski Alpin                         | Nationalmannschaft Skispringen                                                                   |                                                  |                                     | |
| 1993 | Henry Maske Boxen                                        | Franziska van Almsick Schwimmen                   | Nationalmannschaft der Männer Basketball                                                         |                                                  |                                     | |
| 1992 | Dieter Baumann Langstreckenlauf                          | Heike Henkel Hochsprung                           | Nationalmannschaft der Männer Hockey                                                             |                                                  |                                     | |
| 1991 | Michael Stich Tennis                                     | Katrin Krabbe Sprint                              | 1. FC Kaiserslautern Fußball                                                                     |                                                  |                                     | |
| 1990 | Boris Becker Tennis                                      | Katrin Krabbe Sprint                              | Nationalmannschaft der Männer Fußball                                                            |                                                  |                                     | |
| 1989 | Boris Becker Tennis                                      | Steffi Graf Tennis                                | Deutschland-Achter Rudern                                                                        |                                                  |                                     | |
| 1988 | Michael Groß Schwimmen                                   | Steffi Graf Tennis                                | Deutschland-Achter Rudern                                                                        |                                                  |                                     | |
| 1987 | Harald Schmid 400-Meter-Hürdenlauf                       | Steffi Graf Tennis                                | Fed-Cup-Team Tennis                                                                              |                                                  |                                     | |
| 1986 | Boris Becker Tennis                                      | Steffi Graf Tennis                                | Degenfechter Fechten                                                                             |                                                  |                                     | |
| 1985 | Boris Becker Tennis                                      | Cornelia Hanisch Fechten                          | Davis-Cup-Team Tennis                                                                            |                                                  |                                     | |
| 1984 | Michael Groß Schwimmen                                   | Ulrike Meyfarth Hochsprung                        | Degenfechter Fechten                                                                             |                                                  |                                     | |
| 1983 | Michael Groß Schwimmen                                   | Ulrike Meyfarth Hochsprung                        | VfL Gummersbach Handball                                                                         |                                                  |                                     | |
| 1982 | Michael Groß Schwimmen                                   | Ulrike Meyfarth Hochsprung                        | 4 × 400-m-Staffel (Erwin Skamrahl, Harald Schmid, Thomas Giessing, Hartmut Weber) 400-Meter-Lauf |                                                  |                                     | |
| 1981 | Toni Mang Motorrad                                       | Ulrike Meyfarth Hochsprung                        | Nationalmannschaft der Männer Wasserball                                                         |                                                  |                                     | |
| 1980 | Guido Kratschmer Zehnkampf                               | Irene Epple Ski Alpin                             | Nationalmannschaft der Männer Fußball                                                            |                                                  |                                     | |
| 1979 | Harald Schmid 400-Meter-Hürdenlauf                       | Christa Kinshofer Ski Alpin                       | TV Großwallstadt Handball                                                                        |                                                  |                                     | |
| 1978 | Eberhard Gienger Turnen                                  | Maria Epple Ski Alpin                             | Nationalmannschaft der Männer Handball                                                           |                                                  |                                     | |
| 1977 | Dietrich Thurau Radsport                                 | Eva Wilms Kugelstoßen                             | Florett-Fechter Fechten                                                                          |                                                  |                                     | |
| 1976 | Gregor Braun Radsport                                    | Rosi Mittermaier Ski Alpin                        | Bahnrad-Vierer Radsport                                                                          |                                                  |                                     | |
| 1975 | Peter-Michael Kolbe Rudern                               | Ellen Wellmann Mittelstreckenlauf                 | Borussia Mönchengladbach Fußball                                                                 |                                                  |                                     | |
| 1974 | Eberhard Gienger Turnen                                  | Christel Justen Schwimmen                         | Nationalmannschaft der Männer Fußball                                                            |                                                  |                                     | |
| 1973 | Klaus Wolfermann Speerwurf                               | Uta Schorn Turnen                                 | Bahnrad-Vierer Radsport                                                                          |                                                  |                                     | |
| 1972 | Klaus Wolfermann Speerwurf                               | Heide Rosendahl Weitsprung                        | Nationalmannschaft der Männer Hockey                                                             |                                                  |                                     | |
| 1971 | Hans Fassnacht Schwimmen                                 | Ingrid Mickler-Becker Weitsprung/Sprint           | Borussia Mönchengladbach Fußball                                                                 |                                                  |                                     | |
| 1970 | Hans Fassnacht Schwimmen                                 | Heide Rosendahl Weitsprung                        | Nationalmannschaft der Männer Fußball                                                            |                                                  |                                     | |
| 1969 | Hans Fassnacht Schwimmen                                 | Liesel Westermann Diskuswurf                      | Springreiter-Equipe Reiten                                                                       |                                                  |                                     | |
| 1968 | Franz Keller Nordische Kombination                       | Ingrid Becker Leichtathletik                      | Deutschland-Achter Rudern                                                                        |                                                  |                                     | |
| 1967 | Kurt Bendlin Zehnkampf                                   | Liesel Westermann Diskuswurf                      | FC Bayern München Fußball                                                                        |                                                  |                                     | |
| 1966 | Rudi Altig Radsport                                      | Helga Hoffmann und Karin Frisch Leichtathletik    | Nationalmannschaft der Männer Fußball                                                            |                                                  |                                     | |
| 1965 | Hans-Joachim Klein Schwimmen                             | Helga Hoffmann Leichtathletik                     | Nationalmannschaft Leichtathletik                                                                |                                                  |                                     | |
| 1964 | Willi Holdorf Leichtathletik                             | Roswitha Esser/Annemarie Zimmermann Kanurennsport | Berliner Ruder-Vierer vom Berliner Ruder-Club Rudern                                             |                                                  |                                     | |
| 1963 | Gerhard Hetz Schwimmen                                   | Ursel Brunner Schwimmen                           | Nationalmannschaft der Männer Hockey                                                             |                                                  |                                     | |
| 1962 | Gerhard Hetz Schwimmen                                   | Jutta Heine Leichtathletik                        | Ratzeburger Ruder-Achter Rudern                                                                  |                                                  |                                     | |
| 1961 | Wolfgang Graf Berghe von Trips Motorsport                | Heidi Schmid Fechten                              | 1. FC Nürnberg Fußball                                                                           |                                                  |                                     | |
| 1960 | Georg Thoma Nordische Kombination                        | Ingrid Krämer Kunst- und Turmspringen             | Deutschland-Achter Rudern                                                                        |                                                  |                                     | |
| 1959 | Martin Lauer Leichtathletik                              | Marika Kilius Eiskunstlauf                        | Deutschland-Achter Rudern                                                                        |                                                  |                                     | |
| 1958 | Fritz Thiedemann Reiten                                  | Marianne Werner Leichtathletik                    | Nationalmannschaft Leichtathletik                                                                |                                                  |                                     | |
| 1957 | Manfred Germar Leichtathletik                            | Wiltrud Urselmann Schwimmen                       | Borussia Dortmund Fußball                                                                        |                                                  |                                     | |
| 1956 | Hans Günter Winkler Reiten                               | Ursula Happe Schwimmen                            | —                                                                                                |                                                  |                                     | |
| 1955 | Hans Günter Winkler Reiten                               | Helene Kienzle Rollkunstlauf                      | —                                                                                                |                                                  |                                     | |
| 1954 | Heinz Fütterer Leichtathletik                            | Ursula Happe Schwimmen                            | —                                                                                                |                                                  |                                     | |
| 1953 | Werner Haas Motorrad                                     | Christa Seliger Leichtathletik                    | —                                                                                                |                                                  |                                     | |
| 1952 | Karl Kling Motorsport                                    | Ria Baran-Falk Eiskunstlauf                       | —                                                                                                |                                                  |                                     | |
| 1951 | Ehepaar Falk (Paul Falk und Ria Baran-Falk) Eiskunstlauf | Ria Baran-Falk Eiskunstlauf                       | —                                                                                                |                                                  |                                     | |
| 1950 | Herbert Klein Schwimmen                                  | Ria Baran-Falk Eiskunstlauf                       | —                                                                                                |                                                  |                                     | |
| 1949 | Georg Meier Motorrad                                     | Lena Stumpf Leichtathletik                        | —                                                                                                |                                                  |                                     | |
|      | Deutschland                                              |                                                   |                                                                                                  |                                                  |                                     | |
| 1948 | Gottfried von Cramm Tennis                               | Mirl Buchner-Fischer Ski Alpin                    | —                                                                                                |                                                  |                                     | |
| 1947 | Gottfried von Cramm Tennis                               | Marga Petersen Leichtathletik                     | —                                                                                                |                                                  |                                     | |

## Häufigste Preisträger
| #  | Jahre                                                      | Wer |
| -- | ---------------------------------------------------------- | --- |
| 10 | 1966, 1970, 1974, 1980, 1990, 1996, 2002, 2006, 2010, 2014 | Fußballnationalmannschaft der Männer                                                                    |
| 8  | 2006, 2007, 2008, 2011, 2012, 2014, 2015, 2021             | Rollstuhlbasketballnationalmannschaft der Frauen                                                        |
| 6  | 1986, 1987 (2×), 1988, 1989, 1999                          | Steffi Graf (fünfmal als Sportlerin, einmal als Mitglied der deutschen Fed-Cup-Mannschaft (1987))       |
| 6  | 1959, 1960, 1968, 1988, 1989, 2012                         | Deutschland-Achter                                                                                      |
| 5  | 1985, 1985, 1986, 1989, 1990                               | Boris Becker (viermal als Einzelsportler, einmal als Mitglied der deutschen Daviscup-Mannschaft (1985)) |
| 5  | 2011, 2013, 2014, 2015, 2017                               | Anna Schaffelhuber                                                                                      |
| 4  | 1950, 1951, 1951, 1952                                     | Ria Baran-Falk (dreimal als Einzelsportlerin, einmal als Paar mit Paul Falk)                            |
| 4  | 1981, 1982, 1983, 1984                                     | Ulrike Meyfarth                                                                                         |
| 4  | 1982, 1983, 1984, 1988                                     | Michael Groß                                                                                            |
| 4  | 1963, 1972, 1992, 2008                                     | Hockeynationalmannschaft der Herren                                                                     |
| 4  | 1967, 2001, 2013, 2020                                     | FC Bayern München                                                                                       |
| 3  | 1955, 1956, 1969                                           | Hans Günter Winkler (zweimal einzeln, einmal als Mitglied der Springreiter-Equipe (1969))               |
| 3  | 1969, 1970, 1971                                           | Hans Fassnacht                                                                                          |
| 3  | 1979, 1982, 1987                                           | Harald Schmid (zweimal einzeln, einmal als Mitglied der 4 × 400-m-Staffel (1982))                       |
| 3  | 1994, 1996, 1998                                           | Katja Seizinger                                                                                         |
| 3  | 1994, 1999, 2019                                           | Nationalmannschaft Skispringen                                                                          |
| 3  | 1973, 1976, 2000                                           | Bahnrad-Vierer                                                                                          |
| 3  | 1993, 1995, 2002                                           | Franziska van Almsick                                                                                   |
| 3  | 1997, 1997, 2003                                           | Jan Ullrich (zweimal einzeln, einmal als Mitglied von Team Telekom (1997))                              |
| 3  | 2004, 2005, 2008                                           | Kirsten Bruhn                                                                                           |
| 3  | 2006, 2010, 2011                                           | Gerd Schönfelder                                                                                        |
| 3  | 1957, 1995, 2011                                           | Borussia Dortmund                                                                                       |
| 3  | 2007, 2011, 2012                                           | Magdalena Neuner                                                                                        |
| 3  | 2012, 2013, 2014                                           | Robert Harting                                                                                          |
| 3  | 2019, 2020, 2021                                           | Malaika Mihambo                                                                                         |
| 3  | 1993, 2005, 2023                                           | Basketballnationalmannschaft der Männer                                                                 |
| 2  | 1947, 1948                                                 | Gottfried von Cramm                                                                                     |
| 2  | 1954, 1956                                                 | Ursula Happe                                                                                            |
| 2  | 1962, 1963                                                 | Gerhard Hetz                                                                                            |
| 2  | 1965, 1966                                                 | Helga Hoffmann                                                                                          |
| 2  | 1967, 1969                                                 | Liesel Westermann                                                                                       |
| 2  | 1970, 1972                                                 | Heide Rosendahl                                                                                         |
| 2  | 1972, 1973                                                 | Klaus Wolfermann                                                                                        |
| 2  | 1971, 1975                                                 | Borussia Mönchengladbach                                                                                |
| 2  | 1974, 1978                                                 | Eberhard Gienger                                                                                        |
| 2  | 1990, 1991                                                 | Katrin Krabbe                                                                                           |
| 2  | 1991, 1998                                                 | 1. FC Kaiserslautern                                                                                    |
| 2  | 2001, 2003                                                 | Hannah Stockbauer                                                                                       |
| 2  | 1995, 2004                                                 | Michael Schumacher                                                                                      |
| 2  | 2005, 2011                                                 | Dirk Nowitzki (einmal einzeln, einmal als Mitglied Basketballnationalmannschaft (2005))                 |
| 2  | 2005, 2009                                                 | Michael Teuber                                                                                          |
| 2  | 2007, 2016                                                 | Fabian Hambüchen                                                                                        |
| 2  | 2016, 2017                                                 | Niko Kappel                                                                                             |
| 2  | 2016, 2017                                                 | Laura Ludwig und Kira Walkenhorst                                                                       |
| 2  | 2016, 2018                                                 | Angelique Kerber                                                                                        |
| 2  | 2019, 2022                                                 | Niklas Kaul                                                                                             |
| 2  | 2017, 2023                                                 | Léon Schäfer (einmal einzeln, einmal als Mitglied der 4-mal-100-Meter-Staffel (2017))                   |
| 2  | 2022, 2023                                                 | Anna-Lena Forster                                                                                       |

## Besonderes
Ulrike Nasse-Meyfarth wurde als erste Sportlerin viermal hintereinander gewählt (1981–1984), was danach nur noch Steffi Graf (1986–1989) gelang, die mit zehn Jahren auch die größte Zeitdifferenz als Einzelsportlerin zwischen zwei Ehrungen aufweist (1989 und 1999). Bei Hans Günter Winkler lagen als Aktiver 13 Jahre zwischen zwei Ehrungen (1956 als Einzelsportler und 1969 als Mitglied der Springreiter-Equipe). Bei Berti Vogts waren es 21 Jahre zwischen seiner letzten Wahl als Aktiver der Mannschaft von Borussia Mönchengladbach (1975) und der Wahl als Trainer der Nationalmannschaft (1996).
Viermal gelang es bisher Sportlern in einem Jahr sowohl alleine als auch in der Mannschaft gewählt zu werden: 1976 Gregor Braun, 1985 Boris Becker, 1997 Jan Ullrich und 1999 Martin Schmitt und einmal einer Sportlerin: 1987 Steffi Graf. Das Fed-Cup-Team war auch 1987 die erste reine Frauenmannschaft, die als Mannschaft des Jahres gewählt wurde.
Ein Kuriosum ist zudem die Wahl von Ria Baran-Falk, die 1951 sowohl zur Sportlerin des Jahres, als auch mit ihrem Mann Paul Falk zum Sportler des Jahres gewählt wurde.
Die Olympiasiegerin Ingrid Krämer aus Dresden wurde 1960 sowohl in der Bundesrepublik als auch in der DDR zur Sportlerin des Jahres gewählt. Mit Katrin Krabbe wurde 1990 im Jahr der Wiedervereinigung auch gleich eine Sportlerin aus den neuen Bundesländern gewählt. Die 2000 gewählte Heike Drechsler war bereits 1986 Sportlerin des Jahres in der DDR.
Während 1964 mit Roswitha Esser und Annemarie Zimmermann zwei Sportlerinnen gewählt wurden, die zusammen im Kajak-Zweier aktiv waren, wurden 1966 mit Helga Hoffmann und Karin Frisch zwei Sportlerinnen mit gleicher Punktzahl auf den ersten Platz gewählt.
1961 wurde Wolfgang Graf Berghe von Trips posthum zum Sportler des Jahres gewählt.
Jüngste Einzelpreisträger waren Wiltrud Urselmann 1957 mit 15 Jahren bei den Frauen und Boris Becker 1985 mit 18 Jahren bei den Männern. Älteste Einzelpreisträger waren Karl Kling 1952 bei den Männern und Birgit Fischer 2004 bei den Frauen mit jeweils 42 Jahren.
Mit Dirk Nowitzki wurde 2011 erstmals ein Mannschaftssportler als Sportler des Jahres ausgezeichnet. Nowitzki war bereits 2005 Zweiter und 2007 Dritter geworden. Die Ernennung zum Sportler des Jahres 2011 ist Nowitzkis zweite Auszeichnung, nachdem schon 2005 die deutsche Basketballnationalmannschaft der Herren zur Mannschaft des Jahres gewählt worden war.

## Statistik nach Sportarten
| Sportart       | Anzahl |
| -------------- | ------ |
| Leichtathletik | 18     |
| Schwimmen      | 12     |
| Motorsport     | 8      |
| Tennis         | 8      |
| Radsport       | 6      |
| Ski nordisch   | 6      |
| Turnen         | 5      |
| Reiten         | 3      |
| Rudern         | 2      |
| Triathlon      | 2      |
| Basketball     | 1      |
| Biathlon       | 1      |
| Boxen          | 1      |
| Eishockey      | 1      |
| Eiskunstlauf   | 1      |
| Gewichtheben   | 1      |
| Rennrodeln     | 1      |
| Ski Alpin      | 1      |

| Sportart                   | Anzahl |
| -------------------------- | ------ |
| Leichtathletik             | 31     |
| Schwimmen                  | 11     |
| Ski Alpin                  | 10     |
| Biathlon                   | 7      |
| Tennis                     | 7      |
| Eiskunstlauf               | 4      |
| Fechten                    | 2      |
| Kanu                       | 2      |
| Rhythmische Sportgymnastik | 1      |
| Rollkunstlauf              | 1      |
| Turnen                     | 1      |
| Wasserspringen             | 1      |

| Sportart                 | Anzahl | Anmerkungen                               |
| ------------------------ | ------ | ----------------------------------------- |
| Fußball (Männer)         | 23     | 13-mal Vereine, 10-mal Nationalmannschaft |
| Rudern (Männer)          | 8      | 6-mal Nationalteams, 2-mal Vereinsteam    |
| Radsport                 | 5      | 4-mal Nationalteams, 1-mal Vereinsteam    |
| Handball (Männer)        | 4      | 2-mal Nationalmannschaft, 2-mal Vereine   |
| Hockey (Männer)          | 4      |                                           |
| Basketball               | 3      |                                           |
| Fechten                  | 3      |                                           |
| Leichtathletik           | 3      |                                           |
| Ski Nordisch             | 3      |                                           |
| Beachvolleyball (Frauen) | 2      |                                           |
| Fußball (Frauen)         | 2      |                                           |
| 3×3-Basketball (Frauen)  | 1      |                                           |
| Eishockey (Männer)       | 1      |                                           |
| Hockey (Frauen)          | 1      |                                           |
| Reiten                   | 1      |                                           |
| Tennis (Frauen)          | 1      |                                           |
| Tennis (Männer)          | 1      |                                           |

## Verleihungsorte
- 1955: Ludwigsburg
- 1956: Stuttgart, Liederhalle
- 1957: Köln, Kölner Messehalle, Rheinsaal
- 1958: Dortmund, Kleine Westfalenhalle
- 1959: Hannover, Tellkampfschule
- 1960–1977: Baden-Baden, Kurhaus
- 1978–1980: Sindelfingen
- 1981–1983: Berlin
- 1984: München
- 1985–1995: Baden-Baden, Kurhaus
- 1996–1997: Ludwigsburg, Forum am Schlosspark
- seit 1998: Baden-Baden, Kurhaus